# ایلوند پیرس
ایلوند پیرس (انگلیسی: Eiluned Pearce)؛ دانشمند در زمینه انسان‌شناسی، استاد دانشگاه در دانشگاه آکسفورد اهل انگلستان بود. او یک دانشیار پژوهشی فوق دکترا در روان‌شناسی تجربی در دانشگاه آکسفورد است و در زمینه فرگشت سازمان انسانی پژوهش می‌کند. مقاله‌های او در زمینه روان‌شناسی موسیقی و هنر و سلامت و سایر موارد منتشر شده است.

## نظریه در مورد تفاوت اندازه کره چشم مردم بر پایه هر ناحیه جغرافیایی
پژوهش‌ها نشان می‌دهد، افراد ساکن در عرض‌های جغرافیایی بالاتر و دورتر از خط استوا در مقایسه با ساکنان مناطق استوایی، دارای کره چشم بزرگتری هستند. «ایلوند پیرس» می‌گوید: تفاوت در اندازه و حجم کره چشم ناشی از بلند یا کوتاه بودن طول روز است و کاهش میزان نور در عرض‌های جغرافیایی بالاتر باعث ایجاد تغییر در سیستم بصری و ساختار کره چشم فرد می‌شود.